# 特洛伊·柯林斯
特洛伊·麥可·柯林斯（英語：Troy Michael Collings；1986或1987年—2020年2月或3月），紐西蘭籍導遊、商人。2008年，他與他人共同創立了青年先鋒旅行社（英語：Young Pioneer Tours），一家以專門從事北韓和其他偏遠地區的低成本旅遊而聞名的公司。柯林斯也被譽為是在西方世界提倡北韓旅遊的先驅。

## 生平
柯林斯生長於新西蘭奧克蘭。他畢業於奧克蘭大學商學院。
2004年，科林斯在觀看了北韓體操運動員為2003年平壤阿里郎节進行訓練的紀錄片後，對北韓產生了興趣。他後來到該國進行了一次考察之旅。
2008年，柯林斯和蓋瑞斯·強森（Gareth Johnson）以中國僑民的身份創辦了青年先鋒旅行社。公司在中國註冊，柯林斯擔任總經理。其宗旨之一是提供價格更親民的北韓旅遊行程。當時，歐美人士前往北韓旅行的費用約為2000歐元，但柯林斯提供的旅行費用僅795歐元。柯林斯認為，讓人們與北韓接觸可減少雙方的不信任感。除了北韓外，該旅行社也有前往烏克蘭切爾諾貝爾、東帝汶等神秘色彩濃厚的地區。
2020年3月5日，青年先鋒旅行社宣布柯林斯於近期因心臟病發作逝世，享年33歲。旅行社發表聲明，形容旅行社失去了遠見卓識，旅遊業失去真正的開拓者。